# Роберт (остров)
Ро́берт, также По́лоцк (англ. Robert) — остров архипелага Южные Шетландские острова.

## География

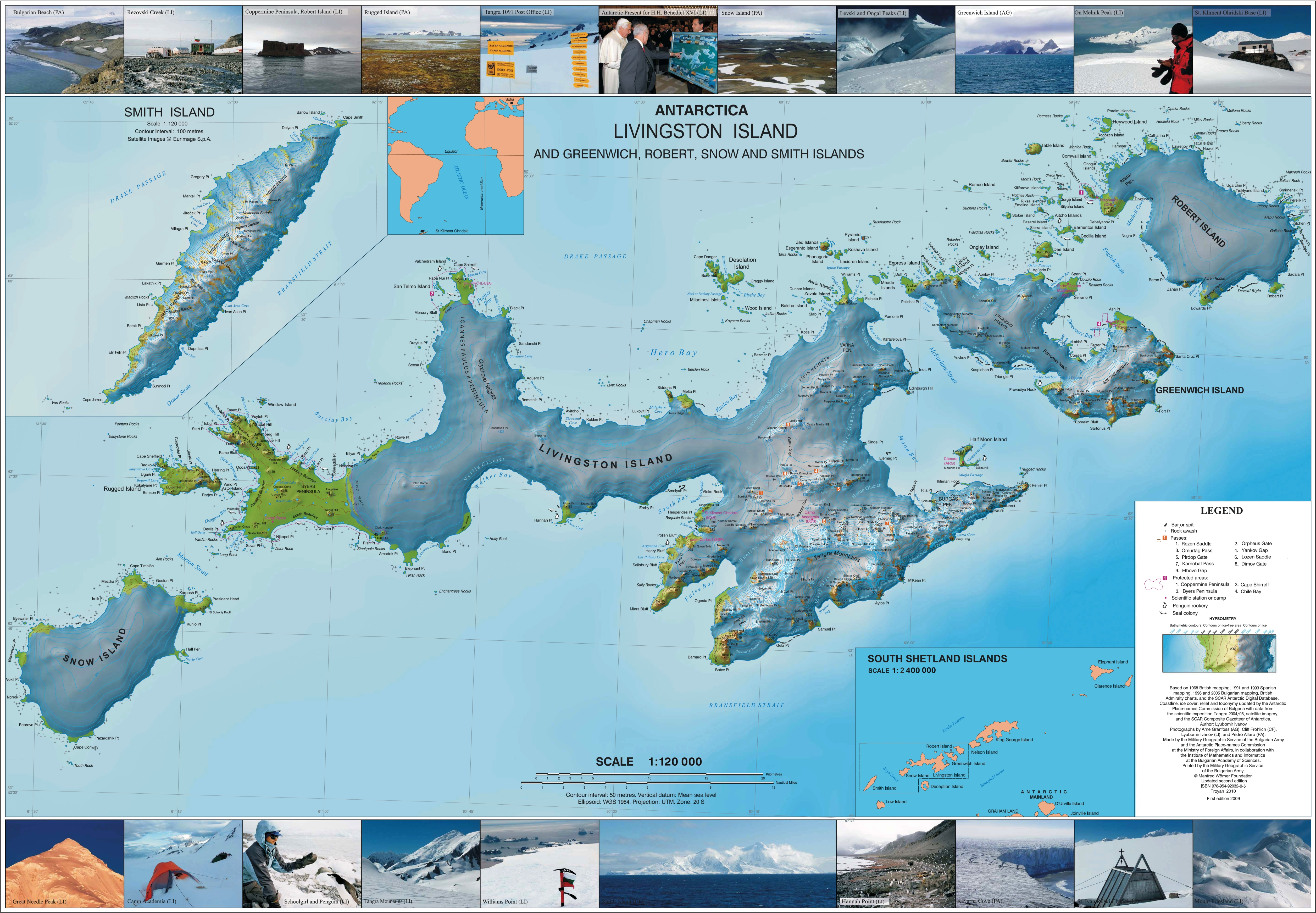
Топографическая карта западной части Южных Шетландских островов (остров Роберт в верхнем правом углу)

Находится между островами Нельсон и Гринвич, от которых отделён проливами Нельсон и Инглиш соответственно (Nelson Strait, English Strait). Размеры острова около 18 миль в длину и 13 в ширину. Общая площадь — 132 кв. км. Открыт в октябре 1819 года британским мореплавателем Уильямом Смитом. На карте Эдварда Брансфилда, датированной январём 1820 года, не был отмечен как отдельный остров. Более детально был картографирован в феврале 1821 года первой русской антарктической экспедицией Ф. Беллинсгаузена и получил название «Полоцк» в честь победы русских войск в сражении под Полоцком. Существующее общепринятое название Роберт получил в честь промыслового судна «Роберт», которое было дано, предположительно, его капитаном Робертом Филдсом (Robert Fildes).
С 1949 года на острове, в западной его части, находится летняя чилийская антарктическая станция Луис-Рисопатрон (исп. Luis Risopatrón), названная в честь чилийского географа Луиса Рисопатрона (1869—1930).